# У зоні особливої уваги
«У зоні особливої уваги» (рос. «В зоне особого внимания») — радянський гостросюжетний фільм режисера Андрія Малюкова 1977 року. Перша частина дилогіі про навчання радянських десантників, продовженої фільмом «Хід у відповідь».

## Сюжет
Готуються великі військові навчання, в яких зустрінуться умовні супротивники — «Південні» та «Північні». Командир гвардійського парашутно-десантного полку «Південних» направляє до тилу «Північних» три розвідувально-диверсійні групи для виявлення й захоплення замаскованого командного пункту (ЗКП). Термін виконання — дві доби. Розвідники виконують завдання в умовах, максимально наближених до бойових. Дві групи майже відразу знешкоджені контррозвідкою умовного супротивника. Третій, яку очолює молодий лейтенант Тарасов, вдається відірватися від переслідувачів.
Робота розвідників ускладнюється конфліктом, що визріває в групі Тарасова. Його партнер прапорщик Волентир, досвідчена і дуже шанована в полку людина, дещо ображений тим, що на посаді командира розвідувального взводу його змінив необстріляний Тарасов. Самовпевненому й амбіційному Тарасову здається, що Волентир підриває його командирський авторитет перед солдатами.
У ході виконання навчально-бойового завдання група знешкоджує озброєних рецидивістів, що втекли з ув'язнення та скоїли новий важкий злочин. Уникнувши численних пасток «Північних», десантники в останній момент виявляють замаскований командний пункт умовного супротивника й передають його координати своєму командуванню, тим самим виконавши поставлене завдання.
За двоє діб Волентир і Тарасов на ділі довідаються справжню ціну один одного: Тарасов бачить у прапорщикові відданого справі бійця й надійного товариша, а Волентир визнає за молодим лейтенантом талант командира й розвідника.

## У ролях
- Борис Галкін — гвардії лейтенант «Південних» Віктор Павлович Тарасов
- Михай Волонтир — гвардії прапорщик «Південних» Олександр Іванович Волентир (озвучив Микола Губенко)
- Сергій Волкош — гвардії рядовий «Південних» Олексій Єгоров — боєць групи Тарасова
- Ігор Іванов — гвардії сержант «Південних» Пугачов — радист групи Тарасова
- Анатолій Кузнецов — начальник контррозвідки «Північних» майор Геннадій Семенович Морошкін
- Олександр П'ятков[ru] — капітан «Північних» Зуєв («Зуїч»)
- Володимир Заманський — полковник, командир полку «Південних»
- Олег Голубицький[ru] — підполковник «Південних» Олег Борисович
- Борис Бачурин[ru] — гвардії лейтенант «Південних» Пахомов
- Михайло Чигарьов[ru] — гвардії старший лейтенант «Південних» Кириков
- Анатолій Веденкін — прапорщик «Північних» у захопленому десантниками автомобілі
- Іван Агафонов — міліціонер
- Олена Кузьміна — продавчиня крамниці
- Микола Крюков —  старий-лісничий — дід Пугачова
- Олена Циплакова — лісникова онука Настя
- Михайло Кокшенов — черговий по полку гвардії майор «Південних» Смолин
- Сергій Підгорний —  сержант-водій у крамниці
- Юрій Чернов[ru] — черговий «Північних»

## Знімальна група
- Режисер-постановник: Андрій Малюков
- Автор сценарію: Євген Мєсяцев
- Оператор-постановник: Ігор Богданов
- Художник-постановник: Совет Агоян
- Композитор: Марк Минков
- Текст пісні: Ігор Шаферан

## Нагороди
- 1977 — Головний приз за режисуру (А.Малюков) Фестивалю молодих кінематографістів студії «Мосфільм»
- 1978 — Головний приз Фестивалю молодих кінематографістів Москви з нагоди 60-річчя комсомолу
- 1978 — Срібна медаль імені Олександра Довженка (нагороджено сценариста Є. Мєсяцева, режисера А. Малюкова, оператора І. Богданова, акторів Б. Галкіна і М. Волонтира
- 1980 — Державна премія РСФСР імені братів Васильєвих (ті самі, але без Б. Галкіна)

## Цікаві факти
- Тарасов на бігу співає пісню з мультфільму про Вінні-Пуха. У реальному житті на бігу не можна співати. Навіть говорити не можна — від співу або розмови губиться подих.
- Розвідники ПДВ СРСР не носили блакитних беретів на завдання. Вони носили маскувальні шапочки й маски, але командувач ПДВ генерал В. П. Маргелов особисто зажадав, щоб у фільмі були блакитні берети.
- Група Тарасова користується малогабаритною радіостанцією Р-126, що демонструє непритаманні їй властивості: забезпечує зв'язок на сотні кілометрів, приймає цивільні станції радіомовлення, служить радіомаяком і навіть пеленгатором. Водночас вона перенастроюється на іншу хвилю від легкого поштовху, що неприпустимо для військової апаратури.
- З фільму було вирізано багато моментів (у тому числі й документальних), через міркування таємності. Весь цей матеріал знищено у процесі монтажу.
- Актор Волонтир грає прапорщика на прізвище Волентир.
- Актор Волкош зазначений у титрах як Волкаш.
- Наприкінці фільму звучить пісня десантників «Нещодавно навчалися в класі десятому...».
- Більшу частину фільму зняли в Литві, в навчальному центрі ВДВ в Ґайжюнаї та його околицях, в Казлу-Руді (ЗКП), в Каунасі (у форті № IV - "фальшивий" ЗКП), на мості через річку Невежис на теперішній автотрасі А1 "Вільнюс - Клайпеда" (саме на нього висадилася група Тарасова). Всі авіаційні сцени зняли на аеродромі Вітебськ-Північний. Сцени зміни караулу біля прапора (на початку фільму) та допитів десантників майором Морошкіним відзняли в Лєфортово в Москві.

## Технічні дані
- Виробництво: Мосфільм, Перше творче об'єднання
- Художній фільм, кольоровий, широкоекранний
- Жанр: бойовик
- Оригінальна мова: російська
- Обмеження за віком: без обмежень
- Знятий на плівці Шосткінського хімкомбінату «Свема»
- Прем'єра: 23 лютого 1978 року (СРСР) / 13 березня 1980 року (Угорщина)
- Кількість глядачів: 35.4 млн. (СРСР) / 60.7 тис. (Угорщина)
- Інтернаціональна назва: In the Zone of Special Attention
- Назва в Угорщині: Felderitok akcioban
- Назва в Німеччині: Absprung in die Todeszone
- Видання на DVD:
  - Кількість: 1 диск
  - Дистриб'ютор: Великий План
  - Серія: Вітчизняне кіно XX століття
  - Рік випуску: 2003
  - Звук: Dolby Digital 2.0
  - Формат зображення: WideScreen 16:9 (1.78:1)
  - Формат диска: DVD-5 (1 шар)
  - регіональний код: 0 (All)
  - Мова: російська
- Видання на VHS:
  - Кількість: 1 касета
  - Дистриб'ютор: Великий План
  - Серія: Герої нашого часу
  - Рік випуску: 1999
  - Формат: PAL
  - Мова: російська